# Opération Farukh
Conflit du Haut-Karabagh
Batailles
- Guerre de 1988-1994
- Affrontements de Mardakert de 2008
- Affrontements de 2010
- Affrontements de Mardakert de 2010
- Affrontements de 2012
- Affrontements de 2014
- Destruction d'un hélicoptère en 2014
- Guerre d'Avril
- Affrontements de 2018
- Affrontements de juillet 2020
- Guerre de 2020
- Opération Farukh
- Guerre de 2023

Opération Farukh ou aussi invasion de Farukh est une opération militaire menée par l'armée azerbaïdjanaise sur le village Farukh dans la région de Khodjali.

## Opération
Le 24 mars 2022, les forces azerbaïdjanaises ont franchi la ligne de contact établie après l'accord de cessez-le-feu du Haut-Karabakh de 2020, avançant vers le village, les premiers rapports indiquant que les forces étaient entrées dans le village et ses environs. Le 27 mars 2022, le ministère russe de la défense a signalé que les forces azerbaïdjanaises s'étaient retirées du village. Selon le ministère de la Défense de l'Azerbaïdjan, le retrait des unités et le changement de positions n'ont pas eu lieu.

## Pertes

### Haut-Karabagh
Selon le Haut-Karabagh, trois soldats on étés tués et 14 furent blessés pendant l'opération, les noms des trois soldats sont:
- Davit Roberti Mirzoyan
- Ishkhan Serzhiki Ohanyan
- Ararat Vagifi Tevosyan

### Azerbaïdjan
Du côté azerbaïdjanais, Bakou a annoncé n'avoir eu aucune perte et a démenti le fait que 5 soldats azerbaïdjanais avaient été tués.